# Діамантовий ювілей королеви Єлизавети II
Діамантовий ювілей королеви Єлизавети II — відзначення 60-річчя сходження на престол Єлизавети II в державах Співдружності націй упродовж 2012 року. 

## Історичні передумови
Елізабет Александра Мері Віндзор (Принцесу Єлизавету) короновано після смерті від раку легень її батька Георга VI 6 лютого 1952 року. На момент сходження на трон вона була главою Британської співдружності націй та монархом семи незалежних держав; на сьогоднішній день Єлизавета II є верховним правителем у 16 державах, 12 з яких 60 років тому були домініонами імперії. Королева Єлизавета II стала другим монархом Сполученного Королівства, яка відсвяткувала діамантовий ювілей правління. Першою була королева Вікторія у 1897 році.

## Відзначення
Плани заходів щодо відзначення Діамантового ювілею Єлизавети II, обговорювалися на зустрічі глав урядів держав Співдружності у 2011 році.
На урочистостях виконувався гімн «The Call of Wisdom», написаний Віллом Тоддом на честь Діамантового ювілею королеви Єлизавети II. Твір співав хор «The Diamond Choir» (2012), учасниками якого були 40 дітей з усієї Великої Британії.